# North American OV-10 Bronco
Норт Американ OV-10 «Бронко» (англ. North American OV-10 Bronco) — американский лёгкий штурмовик и разведчик, предназначенный для использования в контрпартизанской войне.

## Разработка
В сентябре 1963 года ВВС, ВМС и армия США совместно объявили конкурс на создание многоцелевого самолёта LARA (англ. Light Armed Reconnaissance Aircraft — лёгкий вооруженный разведывательный самолёт), предназначенного для использования в малоинтенсивных партизанских конфликтах. Согласно требованиям конкурса, самолёт должен был иметь два двигателя, экипаж из двух человек, грузовой отсек для перевозки 1100 кг груза, 6 десантников или такого же количества носилок, скорость не менее 560 км/ч, разбег 240 м (то есть укороченный разбег), способность взлетать с грунтовых аэродромов и авианосца, возможность установки поплавков для превращения в амфибию. Требования были направлены в 22 авиастроительные фирмы США. На рассмотрение было представлено 9 проектов (фирмами Grumman, Goodyear, Beechcraft, Douglas, General Dynamics/Convair, Helio Aircraft Company, Lockheed, Martin Marietta, North American Aviation). Все они предусматривали использование турбовинтовых двигателей. В августе 1964 года победителем конкурса была названа фирма North American (с 1967 года — North American/Rockwell International) со своим проектом NA-300, выполненным по достаточно редкой двухбалочной схеме. В октябре был подписан контракт на производство 7 прототипов. Фирма General Dynamics/Convair опротестовала результаты конкурса и на собственные средства построила свой Модель 48 «Чарджер». Этот прототип разбился в ходе летных испытаний в 1965 году, оставив NA-300 без конкурентов.
Новый самолёт получил обозначение OV-10 и название «Бронко». Первый полет был совершен 16 июля 1965 года (летчик-испытатель Эд Гиллеспи). В дальнейшем заказчики отказались от ряда выдвинутых требований. Так, OV-10 никогда не использовался в качестве санитарного самолёта, как это первоначально планировалось.
В октябре 1966 года последовал первый заказ на серийные самолёты. Серийное производство началось в июне 1967 года. Всего для вооруженных сил США был построен 271 самолёт, по другим данным 356 самолётов.
Серийное производство самолёта было завершено в 1976 году. В США OV-10 окончательно были сняты с вооружения в 1994 году. После этого небольшое число самолётов оставалось в частном владении. Гражданские «Бронко» использовались правительственными организациями по борьбе с наркотиками для распыления ядохимикатов над наркоплантациями. Самолёт всё ещё находится на вооружении в ряде других стран.

## Организация производства
Примечательной особенностью производства самолёта было то обстоятельство, что в производственной цепочке вообще не было субподрядчиков, были только поставщики оборудования, кроме того, практически всё производство было сосредоточено в Огайо. В разработке и производстве штурмовиков OV-10 были задействованы следующие структуры:
Генеральный подрядчик работ
- Самолёт в целом — North American Aviation Inc., Колумбус, Огайо.

Поставщики бортового оборудования по заказу генподрядчика (CFE)
- Винтомоторный блок — United Aircraft Corp., Hamilton Standard Division[англ.], Виндзор-Локс, Коннектикут;
- Шасси — Cleveland Pneumatic Tool Co., Кливленд, Огайо;
- Колёса, шины, покрышки, тормозная система — B. F. Goodrich Co.[англ.], Трой, Огайо;
- Стартер-генератор — Lear-Siegler, Inc.[англ.], Кливленд, Огайо.

Поставщики бортового оборудования по госзаказам (GFE)
- Авиадвигатель T76-G-6/8[англ.] — Garrett Corp.[англ.], AiResearch Manufacturing Division[англ.], Финикс, Аризона.

## Варианты
- YOV-10A — прототип.
- OV-10А — первая и основная серийная модификация.
- OV-10B — буксировщик мишеней для ВВС ФРГ. Выпущено 6 машин.
- OV-10B(Z) — буксировщик мишеней для ВВС ФРГ. Выпущено 18 машин.
- OV-10C — экспортная модификация для ВВС Таиланда. Выпущено 32 машины.
- OV-10D — модернизированный OV-10A. Установлены тепловизор, лазерный дальномер-целеуказатель, 20-мм пушка под фюзеляжем. Переоборудовано 17 самолётов из ранее построенных.
- OV-10D+ — модернизированный OV-10A.
- OV-10E — экспортная модификация для ВВС Венесуэлы. Выпущено 16 машин.
- OV-10F — экспортная модификация для ВВС Индонезии. Выпущено 16 машин.
- OV-10X — Боинг предлагает эту модель в качестве перспективного лёгкого штурмовика для ВВС США.

### OV-10D
OV-10D является вторым поколением Bronco, созданных в рамках программы по созданию вооружённого самолёта с системой наблюдения в ночных условиях (NOGS). Модификация D использует сильно изменённый планер OV-10A с инфракрасной системой ночного видения переднего обзора с вращающейся камерой под вытянутым носом (на модели A нос был короткий и закруглённый). Модель D также имела более мощные  двигатели и большие стеклопластиковые винты. Другое внешнее отличие от модели A заключалось в том, что посередине хвостовых балок был установлен автомат для сбрасывания дипольных отражателей и специальные выхлопные патрубки для снижения инфракрасной заметности ( выхлопные газы смешивались с холодным воздухом для снижения тепловой заметности).

### OV-10D+
Следующей модификацией для Корпуса морской пехоты США стала модель D+. В процессе её создания модели A и D были существенно доработаны на авиационной базе морской пехоты Черри-Пойнт. Модель получила новую проводку и усиленные крылья. Также индикаторы приборов контроля параметров двигателя с круговой шкалой были заменены на цифровые индикаторы. Первый самолёт D+ был поставлен корпусу морской пехоты в конце 1979 года.

## Экспорт
Кроме США, самолёты «Бронко» состояли на вооружении 7 стран мира.
- ФРГ — 24 OV-10B и OV-10B(Z)
- Венесуэла — 10 OV-10A и 16 OV-10E
- Индонезия — 16 OV-10F
- Колумбия — OV-10A
- Марокко — 6 OV-10A
- Таиланд — 32 OV-10C
- Филиппины — 12 OV-10A и OV-10C

## Боевое применение

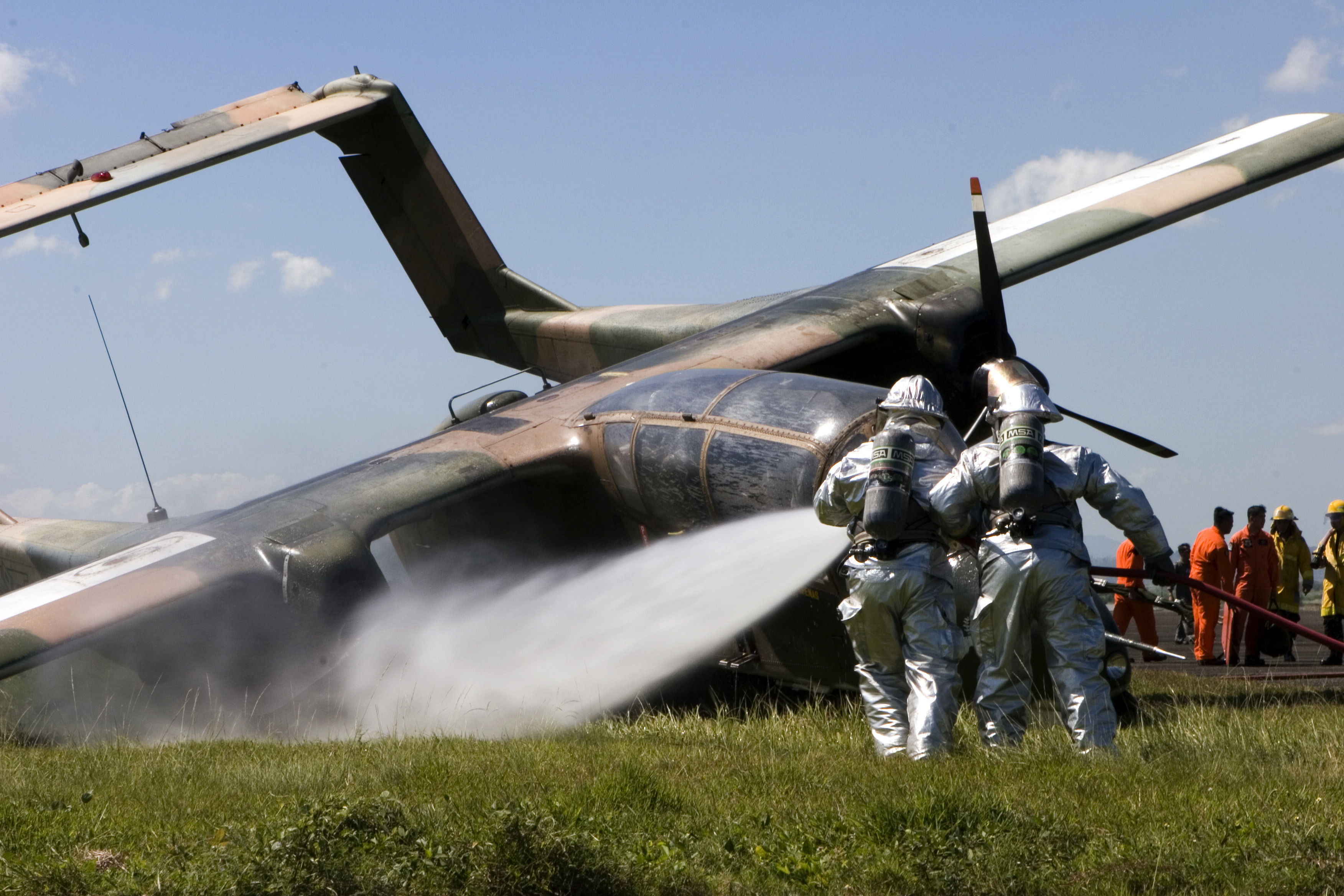
Неудачная посадка с выкатыванием за пределы ВПП

Самолёты OV-10 применялись в боевых действиях всеми странами, где состояли на вооружении (кроме ФРГ).
Наибольшую известность «Бронко» принесло их участие во Вьетнамской войне. Самолёт создавался именно для конфликтов такого типа и поступил на вооружение в самый разгар войны. Первые OV-10 прибыли во Вьетнам 6 июля 1968 года, войдя в состав эскадрильи морской пехоты VMO-2 в Дананге; в тот же день были совершены первые боевые вылеты. Основным эксплуатантом «Бронко» в Юго-Восточной Азии стал Корпус морской пехоты. Некоторое количество самолётов использовалось армией. С 1969 по 1972 годы в дельте Меконга действовала 4-я легкая штурмовая эскадрилья (VAL-4) ВМС США «Черный пони», вооруженная OV-10; это была единственная наземная эскадрилья американских ВМС во Вьетнаме. Самолёт применялся для выполнения различных заданий, в первую очередь как воздушный авианаводчик (ВВС США применяли его исключительно в этой роли). От своего предшественника ОV-1 он выгодно отличался бронированием, живучестью, скоростью и вооружением. Самолёт имел хорошую маневренность, прекрасный обзор из кабины, его практически невозможно было сбить из легкого стрелкового оружия. В то же время половина потерь всех самолётов произошла из-за поражения пилотов через небронированное остекление фонаря кабины. OV-10 имел малое время реакции на вызов, оказавшись по этому показателю вне конкуренции. Нарекания вызывали вибрация хвостового оперения на больших скоростях, отсутствие кондиционера и ограниченные способности самолёта в ночное время суток. Экипажи «Бронко» чувствовали себя «незащищёнными» в кабинах с хорошим обзором - возникало впечатление, что каждое огневое средство противника стреляет именно в их самолёт. Тем не менее, лётчики OV-10 демонстрировали героизм, как, например, капитан Джозеф Персонетт, награждённый Военно-воздушным Крестом за то, что в ходе двух своих последних вылетов уничтожил 265 солдат противника и 20 миномётов и орудий.
6 октября 1972 года возле побережья Южного Вьетнама OV-10 наводил огонь корабельной артиллерии и был случайно сбит снарядом корабельного орудия, которое наводил, пилот погиб.
За пять лет войны во Вьетнаме ВВС США потеряли 64 самолёта OV-10, Корпус морской пехоты США 10 самолётов и ВМС США 7 самолётов.
Второй раз американские OV-10 использовались в бою, во время операции «Буря в пустыне» в 1991 году. Морская пехота задействовала их для наведения союзной авиации. Иракскими зенитчиками было сбито два OV-10A, после чего задачи целеуказания возложили на другой самолёт, а OV-10 продолжали использоваться для наведения авиации до конца войны.
В составе ВВС других государств OV-10 принимали участие в различных антипартизанских войнах и военных переворотах.
- Венесуэла: участие в попытке военного переворота в 1992 году, при этом потеряна четверть авиапарка OV-10 ВВС Венесуэлы. В частности, два «Бронко» было сбито истребителями (сохранилась видеозапись одного из воздушных боёв[11]), один из ПЗРК RBS 70 и один огнём лёгкой зенитки[12].
- Индонезия: против партизан в Восточном Тиморе.
- Колумбия: участие в местной гражданской войне, было потеряно как минимум три самолёта[13][14][15].
- Марокко: против партизан ПОЛИСАРИО в Западной Сахаре. Два самолёта было сбито[16].
- Таиланд: в пограничном конфликте с Лаосом; также предположительно против местных партизан. Один тайский разведчик был сбит над территорией Лаоса и ещё один над территорией Камбоджи[17][18].
- Филиппины: участие в попытке военного переворота в 1987 году, а также в антитеррористических операциях на Минданао.
- 2015 год: в рамках операции против ИГ самолёты OV-10 Bronco, возраст которых составляет почти 50 лет, выполнили 120 боевых вылетов. Американские военные намерены выяснить, будут ли лёгкие турбовинтовые самолёты эффективнее, чем более совершенные и дорогие F-15 и F-35, в условиях борьбы с нерегулярными формированиями: «Старые самолёты могут оказаться более выгодными экономически для непосредственной авиационной поддержки сухопутных войск. Пилоты же могут лучше видеть и атаковать повстанцев, вооружённых низкотехнологичным оружием»[19]. Отмечается, что час полёта современных боевых самолётов обходится приблизительно в 45 тыс. долларов, в то время как для Bronco этот показатель составляет менее 5 тыс. долларов[20].

## Характеристики

Схема самолёта OV-10A.

Летно-технические характеристики варианта OV-10A:
- Размах крыла — 12,19 м
- Длина — 12,12 м
- Высота — 4,62 м
- Площадь крыла — 27,03 м кв.
- Масса пустого — 3161 кг
- Нормальная взлетная масса — 4494 кг
- Максимальная взлетная масса — 6552 кг
- Максимальная боевая нагрузка — 1633 кг
- Двигатели: 2 ТВД Garrett T76-G-10 (правый) и T76-G-12 (левый) (2x715 л.с.)
- Максимальная скорость у земли (без подвесок) — 452 км/ч
- Минимальная скорость устойчивого полета — 90 км/ч
- Максимальная скороподъемность — 11,8 м/с
- Боевой радиус действия (с максимальной боевой нагрузкой) — 367 км
- Перегоночная дальность — 2298 км
- Практический потолок — 8 550 м
- Длина разбега — 226 м
- Длина пробега — 226 м
- Вооружение:

- 4 пулемета М60С (7, 62 мм, 4x500 патронов)
- НАР (70 мм, 127 мм)
- бомбы Мк.81, Мк.82, Мк.83, кассетные бомбы Rockeye Mk.20, напалмовые баки
- подвесной пушечный контейнер CBU-2/A (20 мм, 300 патронов) или 3 пулеметных контейнера SUU-11B/A (7,62 мм, 1500 патронов)
- до 2 УР AIM-9

## Аварии и катастрофы
Известные случаи:
24 марта 1994 года, OV-10C таиландских ВВС, взлетевший с аэродрома в Чиангмай, врезался в магазин возле городской трассы, лётчик погиб.
1 апреля 1997 года, пилоты OV-10 филиппинских ВВС решили катапультироваться прямо над городом Давао, после возникших проблем с двигателем. Падающий самолёт рухнул на жилой дом, в котором находилась семья. Женщина сгорела на месте, ещё два ребёнка получили лёгкие ожоги.
9 октября 2004 года в воздушном музее Янки в результате пожара сгорел музейный OV-10A «Бронко».